# On the 6
On the 6 – debiutancki album amerykańskiej piosenkarki i aktorki Jennifer Lopez wydany 1 czerwca 1999 roku przez wytwórnię Epic Records. Znajdują się na nim znane przeboje m.in. If You Had My Love, Waiting for Tonight czy Let’s Get Loud. Bonusowa edycja płyty zawiera 12 piosenek nagranych w języku angielskim i 4 utwory hiszpańskojęzyczne.
Tytuł albumu oznacza „W (nr pociągu) 6” i odnosi się do czasów, kiedy Jennifer Lopez podróżowała linią metra nr 6 z Bronxu, gdzie mieszkała, do Manhattanu, gdzie pracowała. Początkowo album miał nazywać się „Feelin’ So Good”, a sama Lopez chciała, aby pierwszym singlem promującym płytę została piosenka o tym samym tytule (ostatecznie została czwartym singlem).
Sprzedano około 7 milionów egzemplarzy płyty.

## Lista utworów
1. „If You Had My Love”– 4:25
2. „Should've Never"– 6:14
3. „Too Late"– 4:27
4. „Feelin’ So Good” (feat. Big Pun and Fat Joe)– 5:27
5. „Let’s Get Loud”– 3:59
6. „Could This Be Love"– 4:26
7. „No Me Ames” (Tropical Remix) (with Marc Anthony)– 5:03
8. „Waiting for Tonight”– 4:06
9. „Open Off My Love"– 4:35
10. „Promise Me You'll Try"– 3:52
11. „It's Not That Serious"– 4:17
12. „Talk About Us"– 4:35
13. „No Me Ames” (Ballad Version) (with Marc Anthony)– 4:38
14. „Una Noche Más"– 4:05
Utwory bonusowe
15. „Baila"– 3:55
16. „Theme From Mahagony (Do You Know Where You're Going To)”– 3:34

Wersja hiszpańska
1. „No Me Ames” (dúo con Marc Anthony)- 4:38
2. „If You Had My Love (Si Tuvieras Mi Amor)”- 4:25
3. „Una Noche Más (Waiting for Tonight)”- 4:05
4. „Should've Never (No Debiera)”- 6:14
5. „Es Amor"- 4:40
6. „Let’s Get Loud (Pongámonos Estridentes)”- 3:59
7. „It's Not That Serious (No Es Tan Serio)”- 4:17
8. „Amar Es Para Siempre (Promise Me You'll Try)”- 3:52
9. „Too Late (Demasiado Tarde)”- 4:27
10. „El Deseo De Tu Amor (Open Off My Love)”- 4:35
11. „Talk About Us (Hablemos De Nosotros)”- 4:35
12. „Could This Be Love (¿Podría Esto Ser Amor?)”- 4:26
13. „No Me Ames (dúo con Marc Anthony) (Remezcla Tropical)”- 5:03
14. „Waiting for Tonight (Una Noche Más)”- 4:05

## Pozycje na listach przebojów
| Lista (1999)                          | Najwyższa pozycja |
| ------------------------------------- | ----------------- |
| Australian ARIA Albums Chart          | 11                |
| Austrian Albums Chart                 | 7                 |
| Belgian Ultratop 50 Albums (Flandria) | 10                |
| Belgian Ultratop 50 Albums (Walonia)  | 6                 |
| Canadian Albums Chart                 | 5                 |
| Dutch Albums Chart                    | 6                 |
| Finnish Albums Chart                  | 15                |
| French (SNEP) Albums Chart            | 15                |
| German Albums Chart                   | 3                 |
| Hungarian (Mahasz) Albums Chart       | 14                |

| Lista (1999)                          | Najwyższa pozycja |
| ------------------------------------- | ----------------- |
| Japanese Oricon Albums Chart          | 20                |
| New Zealand (RIANZ) Albums Chart      | 18                |
| Norwegian Albums Chart                | 14                |
| Swedish Albums Chart                  | 20                |
| Swiss Albums Chart                    | 3                 |
| UK Albums Chart                       | 14                |
| U.S. Billboard 200                    | 8                 |
| U.S. Billboard Top R&B/Hip-Hop Albums | 8                 |
| U.S. Billboard Internet Albums        | 9                 |

## Sprzedaż i certyfikaty
| Nadawca               | Certyfikat | Sprzedaż  |
| --------------------- | ---------- | --------- |
| Argentyna (CAPIF)     | Złoto      | 50,000    |
| Australia (ARIA)      | Złoto      | 35,000    |
| Austria (IFPI)        | Złoto      | 10,000    |
| Europa (IFPI)         | Platyna    | 1,000,000 |
| Finlandia (IFPI)      | Złoto      | 15,000    |
| Francja (SNEP)        | 2×Złoto    | 210,000   |
| Holandia (NVPI)       | Platyna    | 60,000    |
| Kanada (CRIA)         | 5×Platyna  | 500,000   |
| Niemcy (IFPI)         | Złoto      | 100,000   |
| Nowa Zelandia (RIANZ) | 2×Platyna  | 30,000    |
| Polska (ZPAV)         | Platyna    | 60,000    |
| Szwajcaria (IFPI)     | Złoto      | 15,000    |
| USA (RIAA)            | 3×Platyna  | 3,000,000 |
| Wielka Brytania (BPI) | Platyna    | 300,000   |
| Świat                 | –          | 8,000,000 |